# Шушинский район (НКР)
Шуши́нский райо́н (арм. Շուշիի շրջան) — административная единица в составе, существовавшей с 1991 по 2023 год, непризнанной Нагорно-Карабахской Республики. Административный центр — Шуши (Шуша).

## География
Шушинский район являлся самым маленьким районом непризнанной Нагорно-Карабахской Республики. С севера и востока район граничил с Аскеранским районом, с востока и с юга с Гадрутским районом, а с юга и запада с Лачинским районом. Через Шушинский район проходила основная в Нагорном Карабахе трасса Ереван—Степанакерт (Ханкенди), которая соединяла столицу Армении со столицей непризанной НКР. Как и все регионы Нагорного Карабаха, район являлся горным. Площадь района составляла 381 км², и имело населении около 5 тысяч человек, и включала в себя всю территорию бывшего Шушинского района НКАО (за исключением анклавов Аскеранского района: сёла Малыбейли (по административно-территоральному делению НКР — Ачапняк, квартал Степанакерта), Ашагы Кушчулар, Юхары Кушчулар и также ненаселённого анклава, расположенного южнее села Аггядик) и небольшой части Лачинского района.

## История

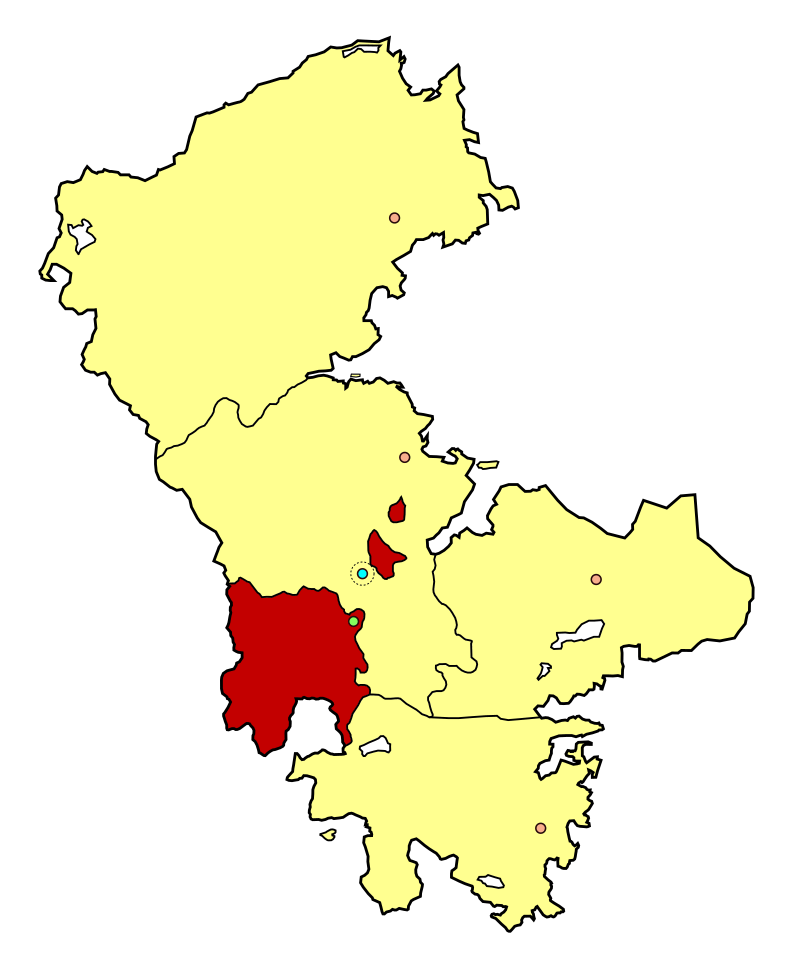
Шушинский район Нагорно-Карабахской автономной области (1988)

В мае 1992 года территория Шушинского района в ходе Первой карабахской войны перешла под контроль Нагорно-Карабахской Республики (см. Штурм Шуши). После этого на территории бывшего Шушинского района и части Лачинского района Азербайджанской ССР властями Нагорно-Карабахской Республики был образован Шушинский район НКР. В ходе Второй карабахской войны в ноябре 2020 года город Шуша и пригородное село Карин так (Дашалты) были возвращены под контроль Азербайджана, а 1 декабря по условиям заявления о прекращении огня Азербайджану было возвращено село Кирсаван (Кёгнакенд)
В результате боевых действий в Нагорном Карабахе в сентябре 2023 года Азербайджан взял под контроль всю территорию района.

## Население
Население Шушинского района и города Нагорно-Карабахской автономной области:
| Год  |       | Армяне | %    | Азербайджанцы | %    | Русские | %   | Всего  |
| ---- | ----- | ------ | ---- | ------------- | ---- | ------- | --- | ------ |
| 1926 | Шуша  | 93     | 1,8  | 4 900         | 96,0 | 9       | 0,2 | 5 104  |
|      | Район | 8      | 0,2  | 4 320         | 99,4 | —       | —   | 4 346  |
| 1939 | всего | 4 177  | 38,6 | 6 306         | 58,3 | 256     | 2,4 | 10 819 |
|      | Шуша  | 1 476  | 27,2 | 3 701         | 68,2 | 187     | 3,4 | 5 424  |
|      | сёла  | 2 701  | 50,1 | 2 605         | 48,3 | 69      | 1,3 | 5 395  |
| 1959 | всего | 3 794  | 35,7 | 6 564         | 61,8 | 198     | 1,9 | 10 626 |
|      | Шуша  | 1 428  | 23,3 | 4 453         | 72,8 | 182     | 3,0 | 6 117  |
|      | сёла  | 2 366  | 52,5 | 2 111         | 46,8 | 16      | 0,4 | 4 509  |
| 1970 | всего | 3 577  | 26,2 | 9 890         | 72,4 | 142     | 1,0 | 13 664 |
|      | Шуша  | 1 540  | 17,7 | 6 974         | 80,2 | 138     | 1,6 | 8 693  |
|      | сёла  | 2 037  | 41,0 | 2 916         | 58,7 | 4       | 0,1 | 4 971  |
| 1979 | всего | 2 881  | 18,0 | 12 955        | 80,9 | 114     | 0,7 | 16 019 |
|      | Шуша  | 1 409  | 13,1 | 9 216         | 85,5 | 105     | 1,0 | 10 784 |
|      | сёла  | 1 472  | 28,1 | 3 739         | 71,4 | 9       | 0,2 | 5 235  |

После Карабахского конфликта основное население района — армяне. Национальный состав населения Шушинского района по переписи 2005 года:
| Народ   | всего | %        | Шуши  | %        | сёла  | %        |
| ------- | ----- | -------- | ----- | -------- | ----- | -------- |
| армяне  | 4 305 | 99,56 %  | 3 174 | 99,47 %  | 1 131 | 99,82 %  |
| грузины | 7     | 0,16 %   | 7     | 0,22 %   | —     | —        |
| русские | 7     | 0,16 %   | 6     | 0,19 %   | 1     | 0,09 %   |
| другие  | 5     | 0,12 %   | 4     | 0,13 %   | 1     | 0,09 %   |
| всего   | 4 324 | 100,00 % | 3 191 | 100,00 % | 1 133 | 100,00 % |

Население Шушинского района Нагорно-Карабахской Республики:
| Год   | 2004  | 2005  | 2006  | 2007  | 2008  | 2009  | 2010  |
| ----- | ----- | ----- | ----- | ----- | ----- | ----- | ----- |
| всего | 4 400 | 4 400 | 4 500 | 4 600 | 4 800 | 5 100 | 5 400 |
| Шуши  | 3 100 | 3 300 | 3 300 | 3 400 | 3 600 | 3 900 | 4 100 |
| сёла  | 1 300 | 1 100 | 1 200 | 1 200 | 1 200 | 1 200 | 1 300 |

## Галерея

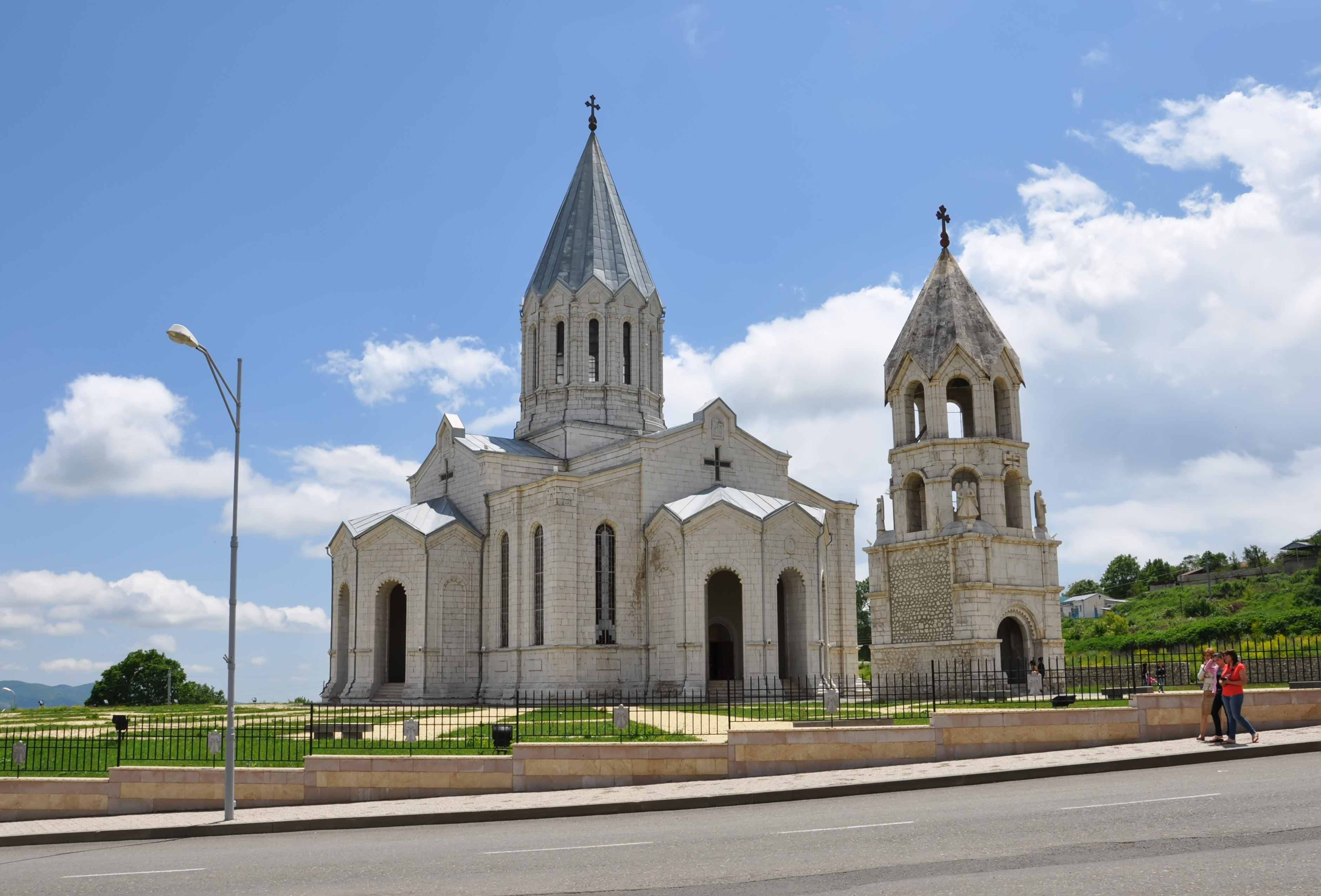
Собор Святого Христа Всеспасителя в городе Шуши
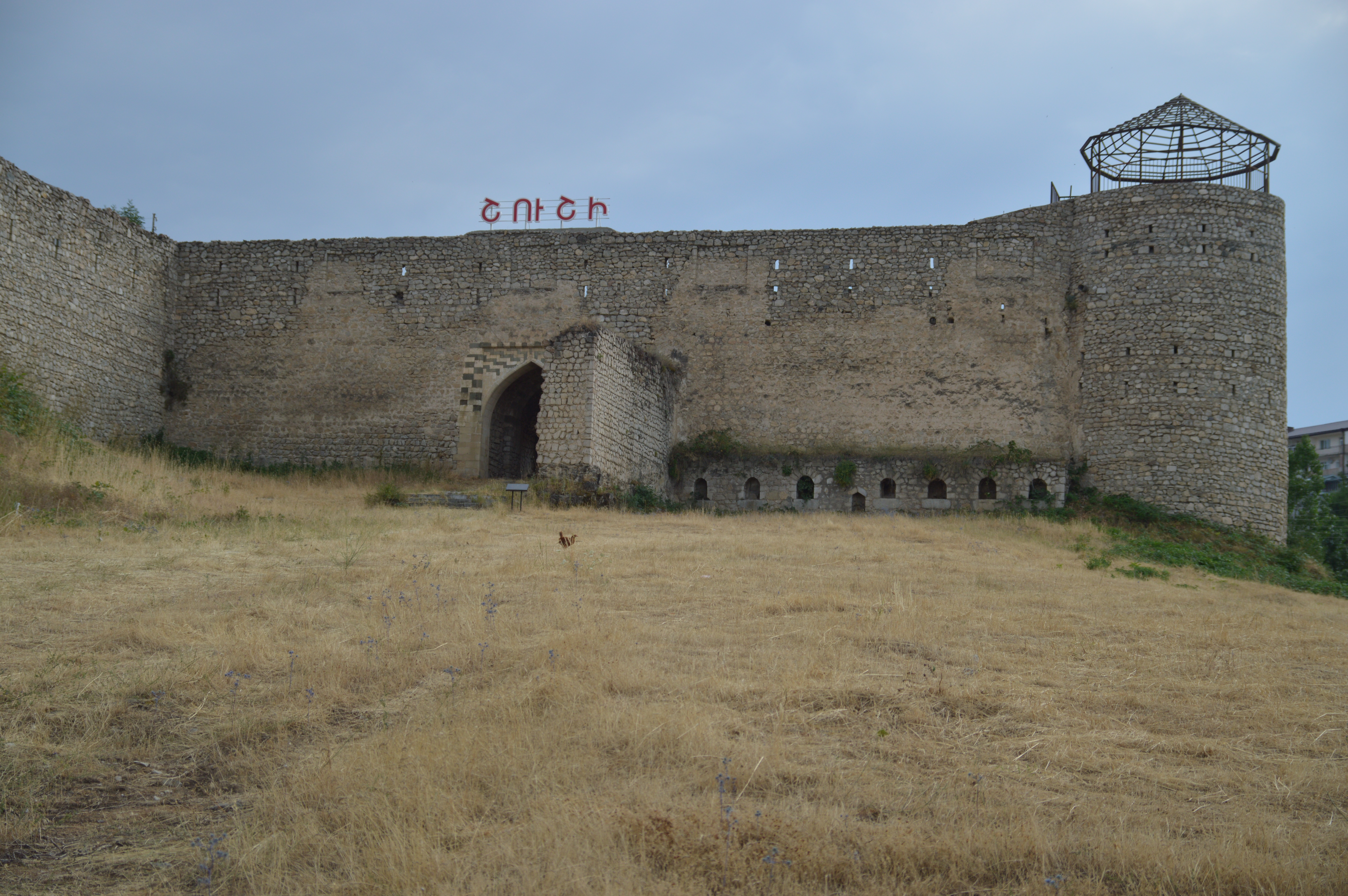
Шушинская крепость
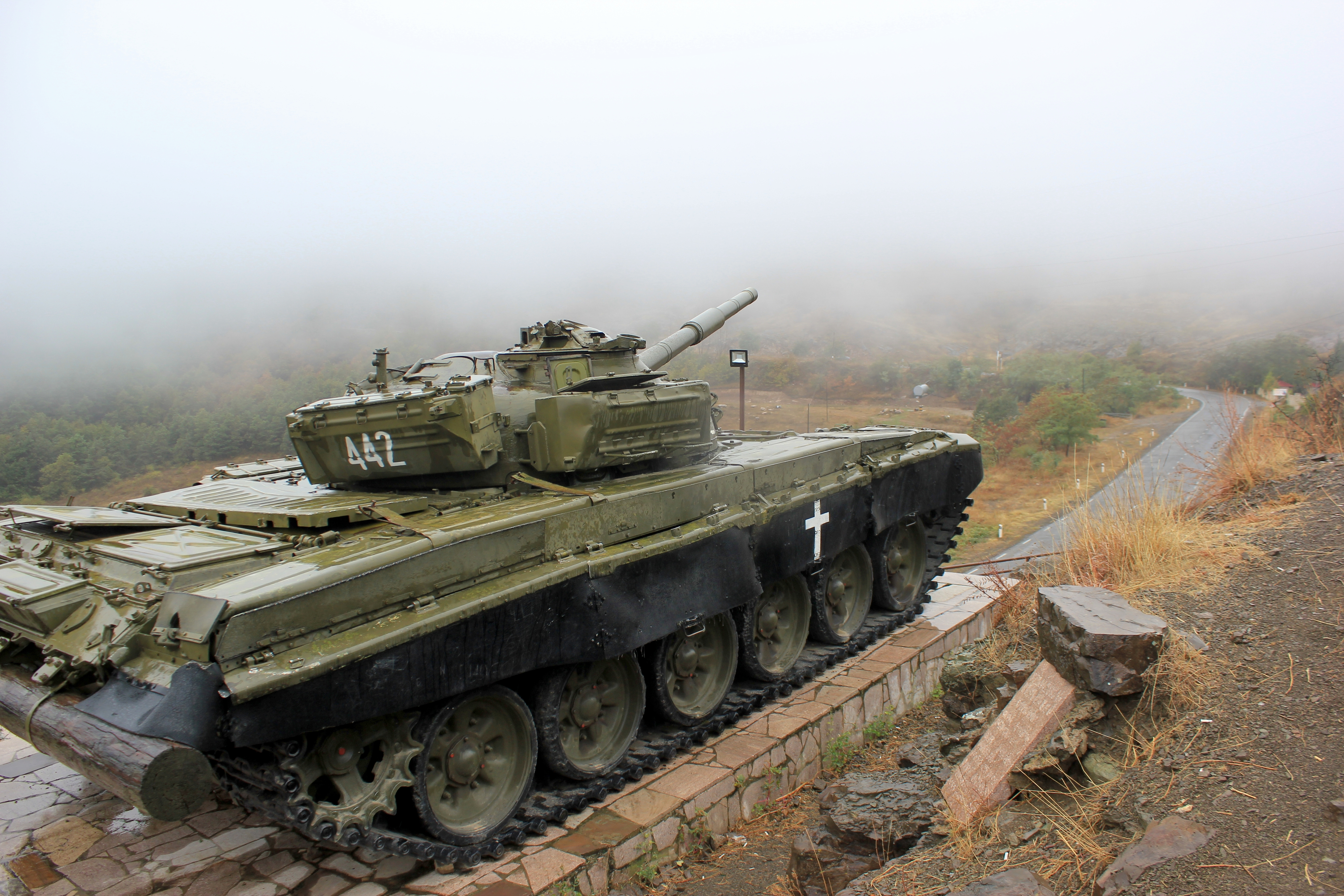
Танковый мемориал Шуши
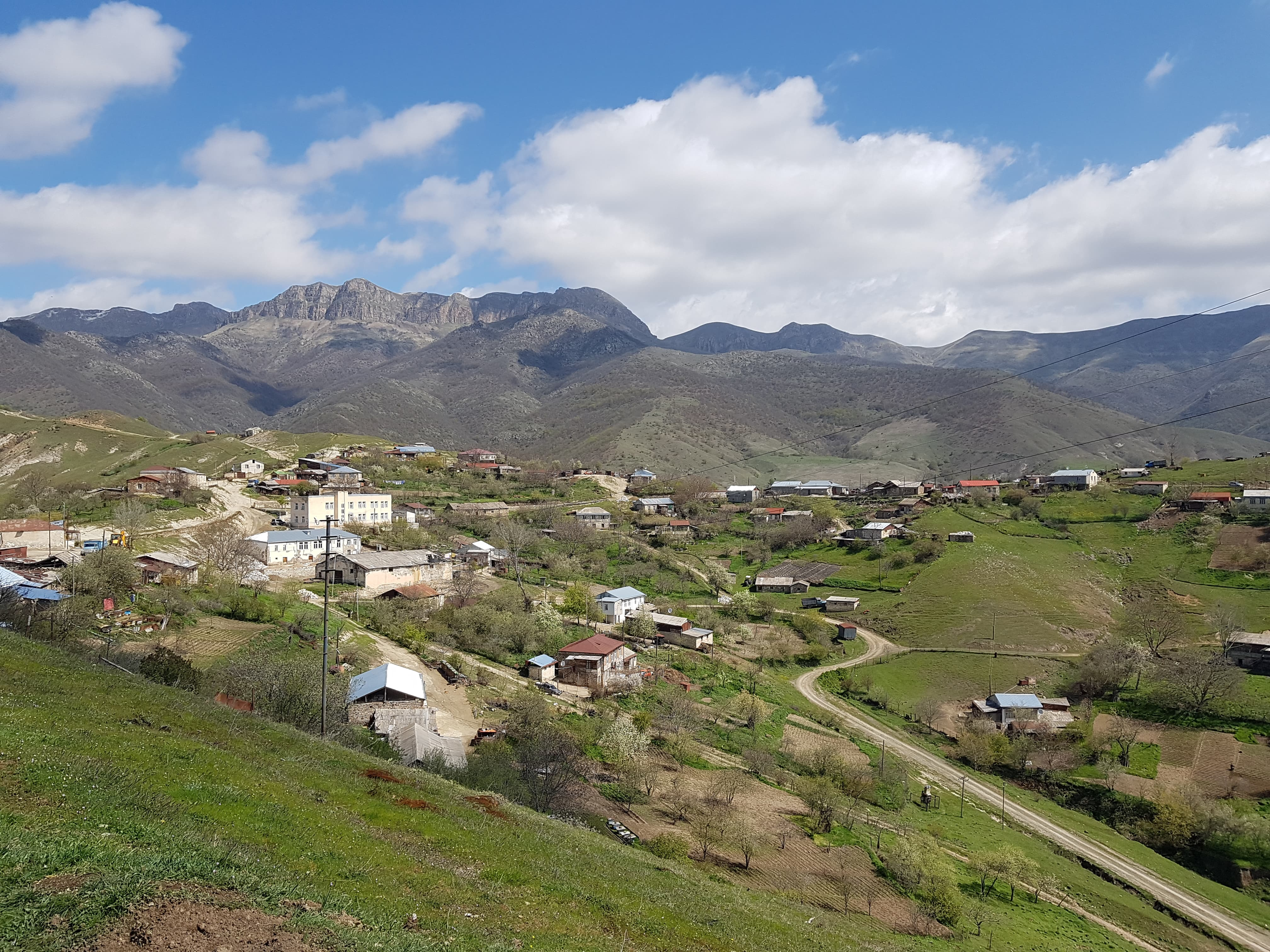
Панорама села Ехцахох
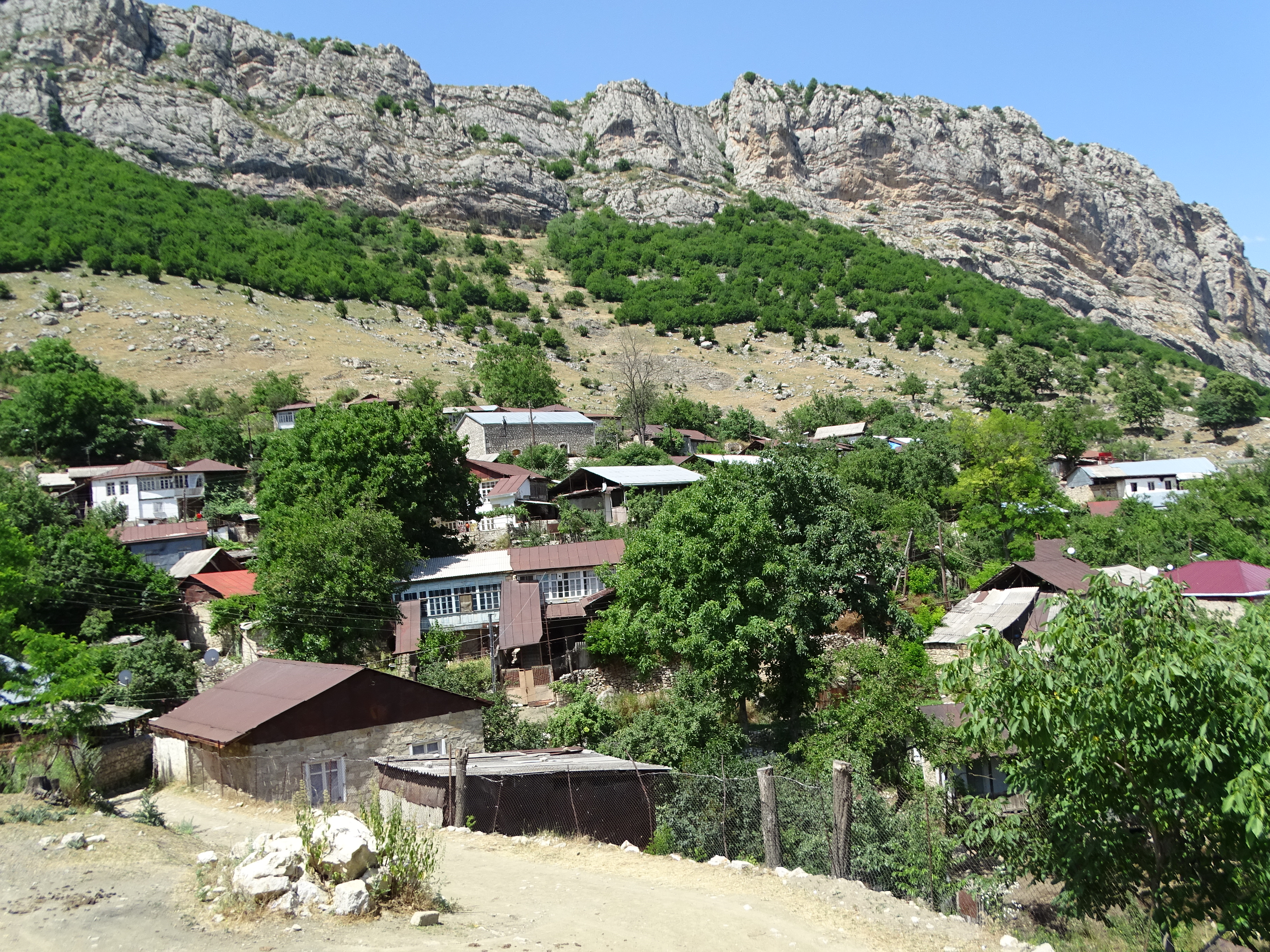
Село Каринтак
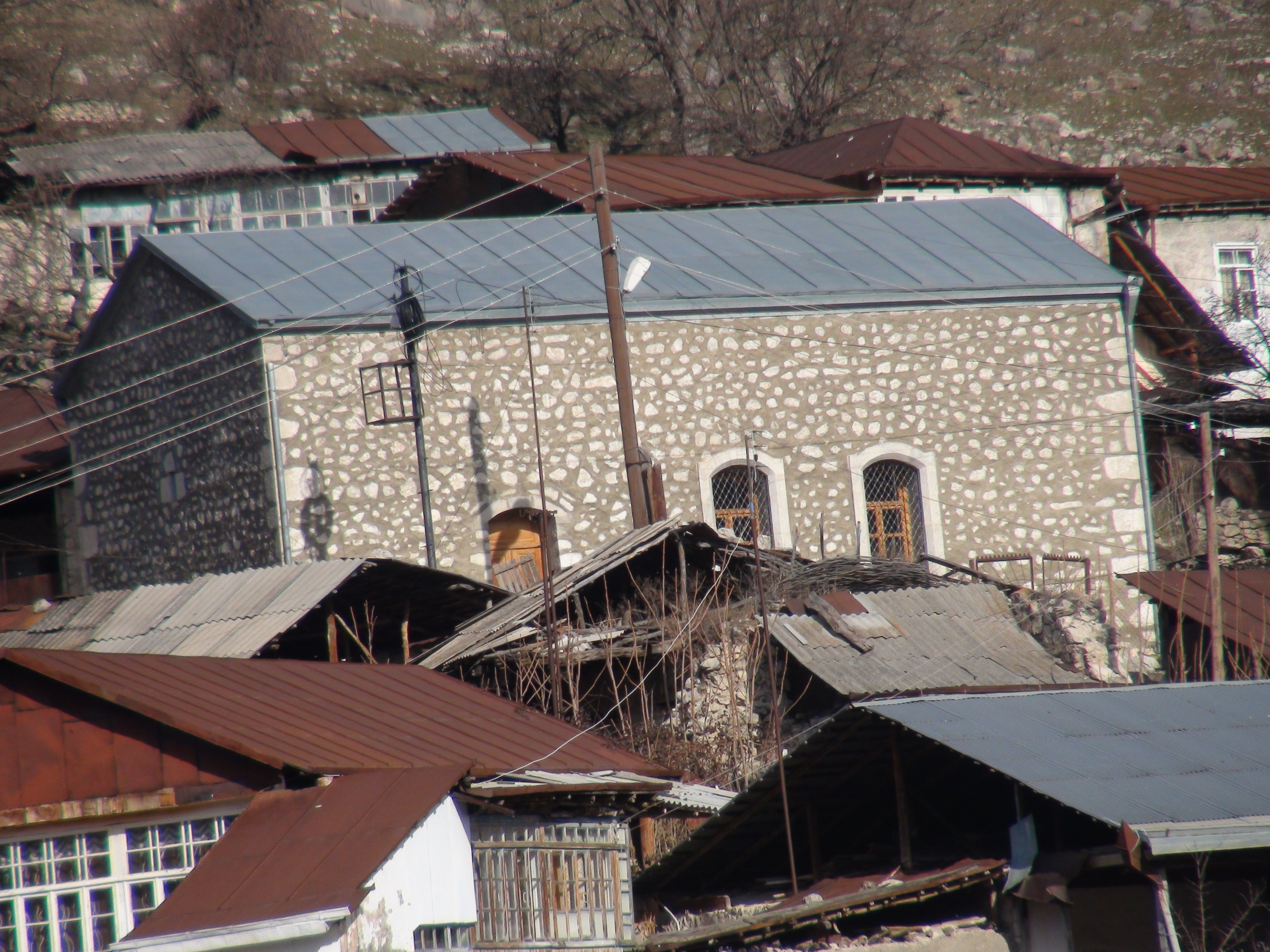
Церковь Сурб Аствацацин
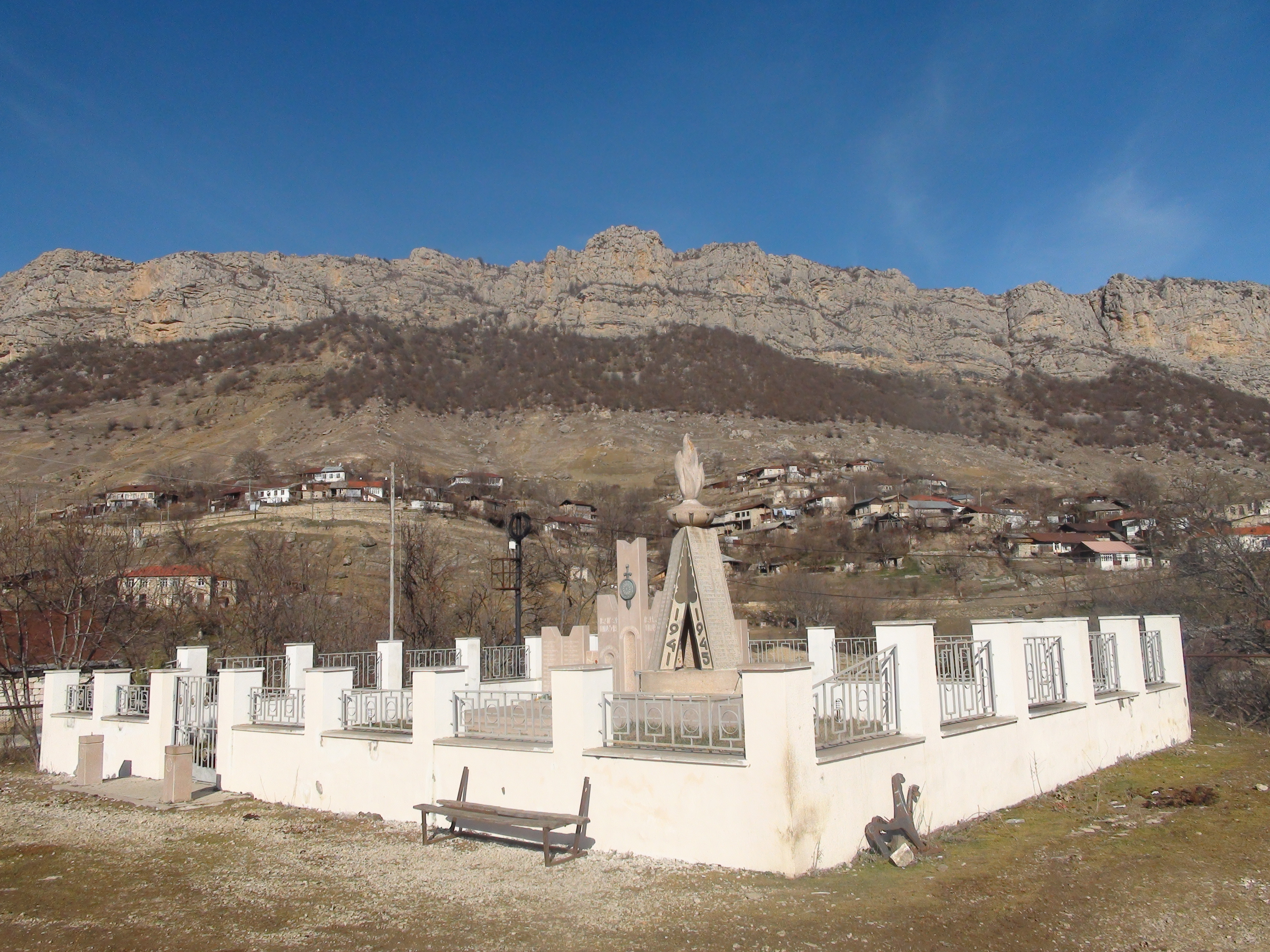
Памятник жертвам войны

## Достопримечательности
- Армянская Апостольская церковь Сурб Аствацацин (1735 год). Село Ехцаох.
- Родник (1745 год). Село Ехцаох
- Армянское кладбище (1635-1865 гг). Село Ерцаох
- Армянская часовня (1787 год). Село Ерцаох.
- Армянское кладбище (1810-1880 гг). Село Канач тала.
- Армянская Апостольская церковь Сурб Мариам (1658 год). Село Хин Шен.
- Армянская Апостольская церковь Сурб Аствацацин (1876 год). Село Хин Шен.
- Армянская Апостольская церковь Парин Пиж (1658 год). Село Мец Шен.
- Армянская Апостольская церковь Сурб Аствацацин (1856 год). Село Мец Шен.
- Армянская Апостольская церковь Сурб Аствацацин (1877 год). Село Карин Так.
- Армянское средневековое кладбище (1126-1735 годы). Село Карин Так.
- Водопровод Тамирянца (1893 год). Город Шуши.
- Ханский дворец (1805 год). Город Шуши.
- Ханский дворец (1788 год). Город Шуши.
- Дворец Умзиева (1872 год). Город Шуши.
- Дворец Аббас Мирзы (1796 год). Город Шуши.
- Здание армянской средней школы (1855 год). Город Шуши.
- Здание русской почты (1810 год). Город Шуши.
- Здание русской гостиницы (1877 год). Город Шуши.
- Здание краеведческого музея (1860 год). Город Шуши.
- Здание городского базара (1841 год). Город Шуши.
- Здание детского приюта (1900 год). Город Шуши.
- Здание типографии армянской духовной семинарии (1827 год).
- Гостиница (1837 год). Город Шуши.
- Здание армянской школы 1 (1838 год). Город Шуши.
- Здание армянской школы 2 (1856 год). Город Шуши.
- Здание армянской школы 3 (1861 год). Город Шуши.
- Здание ковродельческой фабрики (1906 год). Город Шуши.
- Шиитская верхняя мечеть (1885 год). Город Шуши.
- Шиитская нижняя мечеть (1875 год). Город Шуши.
- Здание реального училища Григория Арафеляна (1901 год). Город Шуши.
- Здание девичьей школы Мариам Гукасян (1894 год). Город Шуши.
- Медресе Вагифа (1892 год). Город Шуши.
- Армянская Апостольская церковь Сурб Ованес Мкртич Канач Жам (1847 год). Город Шуши.
- Армянская Апостольская церковь Сурб Аменапркич Мегрецоц (1833 год). Город Шуши.
- Армянская колокольня (1858 год). Город Шуши.
- Армянская Апостольская церковь Христа Всеспасителя Казанчецоц (1868 год). Город Шуши.
- Армянская Апостольская церковь Кусац Ванк (1810 год). Город Шуши
- Армянская Апостольская церковь Агулецоц (1822 год). Город Шуши.
- Армянское кладбище жертв резни 1905 года. Город Шуши.
- Русское кладбище (1821-1876 годы). Город Шуши.
- Мусульманское кладбище (1755-1867 годы). Город Шуши.
- Армянское кладбище Казанчецоц (1738-1880 годы). Город Шуши.
- Армянское северное кладбище 2 (1786-1865 годы). Город Шуши.
- Армянское северное кладбище 1 (1831-1880 годы). Город Шуши.
- Армяно - русское кладбище (1795-1877 годы). Город Шуши.
- Армянское кладбище Ереванские ворота (1854-1890 годы). Город Шуши.
- Армянское восточное кладбище (12-19 века). Город Шуши.
- Усадьба князя Ованеса Лазарева (19 век). Город Шуши.
- Усадьба купцов Тарумянов (1845 год). Город Шуши.
- Усадьба Гургена Тамаляна (1866 год). Город Шуши.
- Усадьба Мартироса Маруханяна (1810 год). Город Шуши.
- Усадьба Маргара Арустамяна (1834 год). Город Шуши.
- Усадьба Бала Меликяна (1847 год). Город Шуши.
- Усадьба Зограбекова (1877 год). Город Шуши.
- Усадьба Бюль-Бюля (1892 год). Город Шуши.
- Усадьба Лео (1854 год). Город Шуши.
- Усадьба Вагарш Вагаршяна (1866 год). Город Шуши.
- Усадьба Арама Манукяна (1867 год). Город Шуши.
- Усадьба Гургена Габриеляна (1845 год). Город Шуши.
- Английский парк (1822 год). Город Шуши.
- Замок Мелик-Шахназаряна (1740-е годы). Город Шуши.
- Замок сотника Авана (1720-е годы). Город Шуши.
- Гянджинские ворота (1750-е годы). Город Шуши.
- Ереванские ворота (1750-е годы). Город Шуши.
- Здание тюрьмы (1860 год). Город Шуши.
- Крепость Панах-хана и мелика Шахназара (1752 год). Город Шуши.
- Молитвенный дом 1 (1880 год). Город Шуши
- Молитвенный дом 2 (1906 год). Город Шуши
- Молитвенный дом 3 (1877 год). Город Шуши
- Молитвенный дом 4 (1855 год). Город Шуши
- Баня (1765 год). Город Шуши.
- Усадьба Мехтеси Акобяна (1845 год). Город Шуши
- Усадьба Ивана Тевосяна (1868 год). Город Шуши.
- жилые дома (18-19 века). Город Шуши.

.

## Населённые пункты
Город
- Шуши[1] (Шуша)[2]

Сёла
- Ехцаох[1] (Сарыбаба, предлагалось назвать Салатынкенд, в честь Салатын Аскеровой)[2]
- Канач тала[1] (Гёйтала[2])
- Карин так[1] (Дашалты[2])
- Кирсаван (село Кёгнакенд Лачынского района)
- Лисагор[1] (Туршсу)[2]
- Мец Шен[1] (Бёюк Каладараси[2])
- Тасы Верст (Онверст)
- Хиншен (Кичик-Галадараси)

## Спорт
- ФК Кирс